# Tell de fulla grossa
El tell de fulla grossa (Tilia platyphyllos) és un arbre originari d'Europa central tot i que s'ha escampat per tot el continent Europeu i a parts d'Àsia occidental. A Catalunya es pot trobar als Pirineus, al Montseny, a Montserrat i a les Muntanyes de Prades. A Espanya es pot trobar repartit per tota la serralada pirinenca, fins a les muntanyes cantàbriques i fins i tot a les serralades de Cuenca.

## Etimologia
Tilia platyphyllos és un nom en llatí que significa til·ler de fulles amples o grosses. En el nostre entorn també és coneguda amb altres noms vulgars com: til·ler, tiller, tillol, tília, til·la, tell, tey, farot.

## Ecologia
Creix als boscos caducifolis barrejat amb altres arbres com els faigs o altres arbres ombrívols, requereix molta humitat i sòls rics en calç o silicis, molt fèrtils. Tolera un gran ventall de temperatures, excepte les més altes de l'estiu. Es pot trobar a uns 1.000 metres d'altitud, tot i que no sol créixer més amunt dels 1.500 metres.

## Descripció

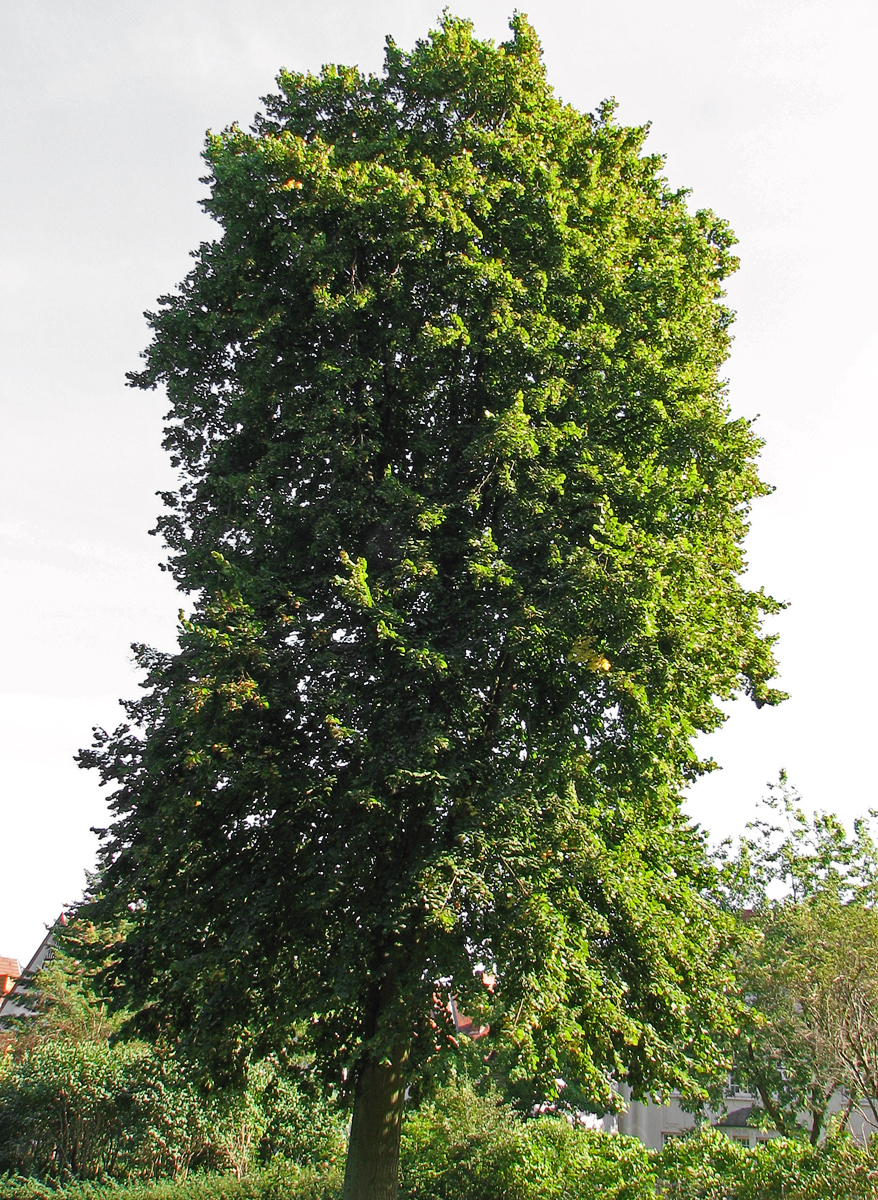
arbre

És un arbre gros, que pot arribar a mesurar 30 metres d'alçada, tot i que normalment no creix tant, ja que s'utilitza com a arbre ornamental per proporcionar ombra, perquè té un gran port piramidal i un fullatge molt espès. Té una rel fasciculada molt profunda. La tija és llenyosa, el tronc té una escorça fosca de color gris amb petites esquerdes. Les branques joves són entre vermelles i marrons, creixen sempre cap amunt formant grans angles.
És un arbre caducifoli de fulles simples. Les fulles són grosses d'entre 8 i 14 cm de llarg, el limbe té forma de cor (fulles cordiformes) i lleugerament asimètriques a la base, són pràcticament glabres i tenen l'àpex punxegut. Els marges són dentats de manera irregular. Les fulles són de color verd fosc per l'anvers i més pàl·lides i amb vellositats blanquinoses pel revers, en aquesta cara inferior hi destaca molt la nervació de les fulles, és palmada amb nervis secundaris i terciaris que es van creuant. Les fulles del til·ler es troben escampades al llarg de les branques i es col·loquen de manera horitzontal a cada costat de la branca, amb les làmines mirant cap a la llum o una mica tombades
Les flors del tell són hermafrodites, petites, pentàmeres i dialipèteles, desprenen una olor molt suau. Formen inflorescències en corimbe inserides a una bràctea de color verd pàl·lid en forma de fulla. Aquestes bràctees serveixen perquè el fruit sigui arrossegat pel vent, permetent la disseminació de la llavor. Cada inflorescència conté entre 3 i 5 flors. El calze està format per cinc sèpals que tenen una forma entre ovalada i lanceolada, són membranosos i de color blanquinós. Situats entre cada dos sèpals hi creix un pètal (5 pètals lliures), aquests són una mica més llargs i estrets que els sèpals i de color groc pàl·lid. Els estams són molt nombrosos, estan lleugerament soldats a la base i tenen els filaments lliures de color blanc i les anteres grogues. El gineceu està format per un ovari súper cobert de pèls i un estil de color verd.
El fruit és petit, globulós i indehiscent, fa entre 0.8 i 1.2 cm de diàmetre. Té una càpsula llenyosa amb 5 costelles longitudinals molt marcades.

## Composició química
Principalment s'utilitzen les flors i les bràctees seques, però també es recol·lecten les fulles, l'escorça i l'albura que és la part blanca de sota l'escorça de l'arbre.
- Flavonoides:heteròsids del querecetol i del Kaempferol, que es troben en les inflorescències
- Àcids fenilcarboxílics
- Mucílags
- Olis essencials: Alcans, farnestol,
- Tanins, sals de magnesi i aminoàcids, però en menor quantitat.

## Accions farmacològiques
Els Flavonoides tenen un efecte ansiolític, sedant i diürètic suau. Els olis essencials tenen una acció sedant i antiespasmòdica (utilitzats pels dolors menstruals). Els mucílags són demulcents sobre les mucoses digestives i respiratòries. S'ha comprovat que els extractes de les flors tenen activitat antifúngica.
Els components de l'albura tenen propietats com a reductors de la viscositat sanguínia, provoquen les accions espasmòdiques del tracte digestiu i permeten la relaxació de l'esfínter d'Oddi.
A més la til·la és un bon diaforètic, que provoca un augment de sudoració i fa disminuir la temperatura corporal.

## Usos medicinals
És apropiat utilitzar el tell de fulles grosses contra l'ansietat, l'insomni, refredats, síndromes gripals, tos irritant, asma, indigestions, migranyes per disfunció hepatobiliar, espasmes gastrointestinals, gastritis...
La manera més comuna de consumir Tilia platyphyllos és fent infusions de les seves inflorescències o de l'albura, però també s'utilitzen els extractes de les flors per fabricar xampús o gels. L'albura s'utilitza per formar càpsules i poder prendre-les com a pastilles.
Els tells tenen altres aplicacions a part de les medicinals. S'utilitzen com a arbres decoratius perquè proporcionen molta ombra, s'aprofita la seva fusta que pesa poc i permet treballar-la bé i les fulles fresques es consumeixen en amanides.

## Toxicitat
El tell no presenta gaire toxicitat, però el consum excessiu d'infusions de til·la pot provocar obstruccions de les vies biliars i es recomana no prendre extractes d'albura quan es pren medicació anticoagulant.
No s'ha observat efectes nocius durant la lactància ni l'embaràs.